# Goldfever
Das Springpferd Goldfever I ist ein 1991 geborener Fuchshengst, vorgestellt wurde er von Ludger Beerbaum. Er stammt von dem Zangersheider Hengst Grosso Z aus einer Mutter von Galvano ab und trägt selbst den Brand des Hannoveraner-Zuchtverbandes. 2009 wurde er im Rahmen des CHIO Aachen, wo er 2002 und 2003 den Großen Preis gewann, aus dem Sport verabschiedet. Mit einer Gewinnsumme von rund 2,8 Mio. Euro ist er eines der erfolgreichsten Springpferde aller Zeiten. Daneben ist er auch ein gekörter und leistungsgeprüfter Zuchthengst. Nachdem er zwischen 2001 und 2009 nur im Sport eingesetzt wurde, steht er nach seiner Verabschiedung in Aachen wieder als Zuchthengst zur Verfügung. Seine herausragenden Vererberqualitäten sieht man an seiner Tochter Gotha, die international erfolgreich mit Ludger Beerbaum unterwegs ist.

## Dopingvorwürfe 2004
Während der Olympischen Spiele 2004 in Athen wurde Goldfever positiv auf die verbotene Substanz Betamethason getestet. Ludger Beerbaum verteidigte sich vehement gegen die erhobenen Dopingvorwürfe und gab an, dass die Substanz durch eine Salbe, die zur Behandlung einer kleinen Verletzung aufgetragen wurde, in den Blutkreislauf des Pferdes gelangt war. Er übernahm die Verantwortung dafür, legte aber Wert auf die Feststellung, dass es sich nicht um bewusstes Doping zur Leistungssteigerung gehandelt habe. Im September 2005 wurde die Disqualifikation des Paars Beerbaum/Goldfever vom CAS endgültig bestätigt. Beerbaum verlor seine Goldmedaille, ebenso wie die anderen deutschen Reiter, die stattdessen die Bronzemedaille erhielten.

## Erfolge
- 2008: 2. Platz Großer Preis von Göteborg (SWE)
- 2007: 1. Platz CHI Donaueschingen
- 2005: 3. Platz Nationenpreis beim CSIO***** in Rom
- 2005: 2. Platz Großer Preis beim CSI-W in Vigo/Spanien
- 2004: 4. Platz Großer Preis (Riders-Tour-Wertung) beim CSI**** in München
- 2004: 1. Platz Riders-Tour Team-Wertung beim CSI**** in Hannover
- 2004: 2. Platz Großer Preis (Riders Tour-Wertung) beim CSN in Münster
- 2004: 1. Platz Großer Preis (Riders Tour-Wertung) beim CSI in Donaueschingen
- 2004: 1. Platz Nationenpreis beim CSIO***** in La Baule/Frankreich
- 2004. 1. Platz Großer Preis in Vigo/Spanien
- 2004: 1. Platz Großer Preis beim CSI***** in Zürich
- 2003: 4. Platz German Master in Stuttgart
- 2003: 1. Platz Großer Preis beim CHIO in Aachen
- 2003: 8. Platz Weltcup-Finale in Las Vegas
- 2002: 1. Platz Großer Preis beim CSIO in Calgary
- 2002: 1. Platz Großer Preis beim CHIO in Aachen
- 2002: 1. Platz Nationenpreis beim CSIO in Luzern
- 2001: 1. Platz Großer Preis beim CSI-A in Cannes

Europameisterschaft:
- 2007: 3. Platz EM in Mannheim im Einzel
- 2007: 2. Platz EM in Mannheim mit der Mannschaft